# Konohana-Brücke
Die Konohana-Brücke (jap. 此花大橋, Konohana Ōhashi) ist eine vierspurige Straßenbrücke in Osaka, Japan, die den Stadtbezirk Konohana-ku mit der vorgelagerten künstlichen Insel Maishima im Hafen von Osaka verbindet.

## Beschreibung
Die 1990 eröffnete Konohana-Brücke ist eine selbstverankerte (unechte) Hängebrücke mit nur einem, über der Längsachse verlaufenden Tragseil, das von A-förmigen Pylonen getragen wird. Die am Tragkabel befestigten Hänger sind nicht, wie üblich, an den Außenseiten des Brückendecks befestigt, sondern an dessen Mittellinie. Die Hänger sind außerdem nicht senkrecht angeordnet, sondern abwechselnd schräg nach vorn und schräg nach hinten gespannt. Die Hänger werden auf der Fahrbahn beidseits durch Schutzplanken geschützt, die gleichzeitig den Mittelstreifen zwischen den Richtungsfahrbahnen bilden. Der Fahrbahnträger besteht aus einem Hohlkastenprofil mit einer auskragenden Platte.
Die Hängebrücke selbst hat eine Spannweite von 300 m und eine Länge zwischen den Übergangskonstruktionen von etwa 540 m. Mit den Zufahrtsrampen ist das Bauwerk rund 1700 m lang. Der Fahrbahnträger ist 26,5 m breit; davon entfallen 17,5 m auf die Fahrbahn und den etwa 3 m breiten Mittelstreifen und je 4,5 m auf die seitlichen Gehwege einschließlich der Geländer.